# Melanie Chisholm
Melanie Jayne Chisholm (n. 12 ianuarie 1974 în Whiston, Merseyside), cunoscută profesional și ca Melanie C sau Mel C, este o cântăreață, compozitoare, actriță și femeie de afaceri britanică. Chisholm este una din cele cinci membre ale formației de muzică pop Spice Girls, în cadrul căreia a fost supranumită "Sporty Spice".

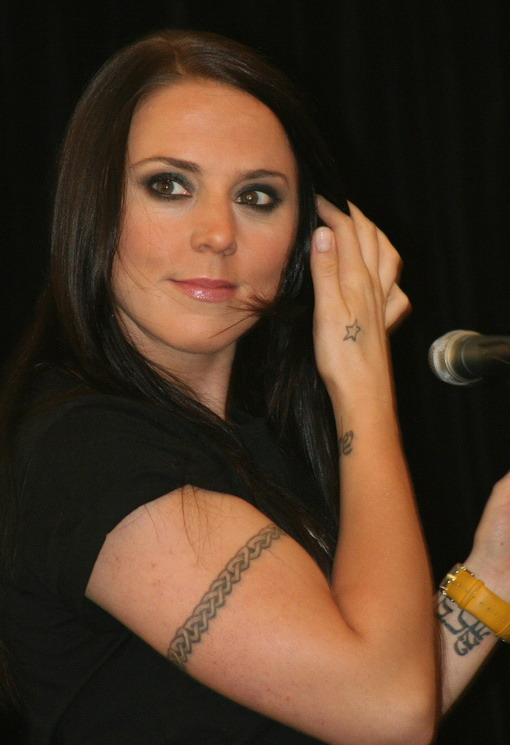
Melanie Chisholm

## Discografie
- Northern Star (1999)
- Reason (2003)
- Beautiful Intentions (2005)
- This Time (2007)
- The Sea (2011)
- Stages (2012)

## Filmografie
| An        | Titlu                                | Rol            | Note                              |
| --------- | ------------------------------------ | -------------- | --------------------------------- |
| 2003      | Bo' Selecta!                         | Diverse roluri | "Melanie C" (episodul 6; seria 2) |
| 2006      | Dei-te Quase Tudo                    | Ea însăși      | Episode 132; series 1             |
| 2007      | Giving You Everything                | Ea însăși      | Documentary about the Spice Girls |
| 2011–2012 | Celebrity Juice                      | Ea însăși      | 2 episodes                        |
| 2012      | Superstar                            | Ea însăși      |                                   |
| 2012      | The Spice Girls Story: Viva Forever! | Ea însăși      | Documentar despre Spice Girls     |

| An   | Titlu                 | Rol     | Note |
| ---- | --------------------- | ------- | --- |
| 1997 | Spice World           | Herself | Nominalizare — Orange Blimp Award for Favorite Movie Actress Nominalizare — Blockbuster Entertainment Award for Favorite Actress – Comedy |
| 2012 | Keith Lemon: The Film | Herself | Cameo Appearance |

## Teatru
| An        | Titlu                  | Rol            | Teatru                   | Premii                                                               |
| --------- | ---------------------- | -------------- | ------------------------ | -------------------------------------------------------------------- |
| 2009—2010 | Blood Brothers         | Mrs Johnstone  | London West End          | Nominalizare: Laurence Olivier Award, Evening Standard Theatre Award |
| 2012—2013 | Jesus Christ Superstar | Mary Magdalene | UK/Australian Arena Tour | Câștigătoare: Best Supporting Actress: What's On Stage Award         |